# 5962 Сікокутенкьо
5962 Сікокутенкьо (5962 Shikokutenkyo) — астероїд головного поясу, відкритий 18 квітня 1990 року.
Тіссеранів параметр щодо Юпітера — 3,388.
Названо на честь Сікокутенкьо (яп. しこくてんきょう(四国天協) сікокутенкьо:).